# Old Stratford
Old Stratford est une paroisse civile et un village du Northamptonshire, en Angleterre.